# Iwona Machałek
Iwona Machałek, po mężu Struzik (ur. 6 marca 1979 w Zamościu) – polska judoczka walcząca w kategorii do 52 kilogramów. Mistrzyni Polski, medalistka mistrzostw Europy, Uniwersjady i akademickich mistrzostw świata. Reprezentantka MKS Padwa Zamość (1990-1998) i AZS AWF Gdańsk (1998-2007).

## Kariera międzynarodowa
W swojej karierze zdobyła brązowe medale mistrzostw Europy juniorów (1997), akademickich mistrzostw świata w 1998, Letniej Uniwersjady w Bangkoku z 2007 roku oraz mistrzostw Europy (2007 - turniej drużynowy).

## Mistrzostwa Polski
W indywidualnych mistrzostwach Polski zdobyła trzy złote medale (1998, 2000 - w kategorii 57 kg, 2006), sześć srebrnych medali (1999, 2000 - w kategorii open do 60 kg, 2003, 2004, 2005, 2007) i jeden medal brązowy (1996).